# Star Wars: The Clone Wars - L'era dei duelli
Star Wars: The Clone Wars - L'era dei duelli è un videogioco d'azione per Wii, sviluppato da Krome Studios e pubblicato da LucasArts. Il gioco è stato distribuito negli Stati Uniti l'11 novembre 2008, e il 14 novembre dello stesso anno in Europa.
Il gioco fa parte dell'universo espanso di Guerre stellari ed è ambientato nel periodo della guerra dei cloni. Fa parte del progetto multimediale The Clone Wars, di cui fanno parte una serie televisiva, un film, una serie a fumetti e due videogiochi.

## Trama
Ambientato tra l'episodio II e l'episodio III della saga fantascientifica di Guerre stellari, il videogioco segue fedelmente la trama del film Star Wars: The Clone Wars, prequel all'omonima serie televisiva, concentrandosi sulle scene di lotta tra i vari personaggi, ampliandole e aggiungendo nuovi combattimenti alla storia.

## Modalità di gioco
Il gioco si presenta come una serie di duelli, legati tra di loro, nei quali il giocatore può impersonare i vari personaggi presenti nel film e nella serie Star Wars: The Clone Wars. I duelli si svolgono grazie all'utilizzo del Wii Remote,  che viene usato per simulare i movimenti della spada laser.

## Personaggi
| - Obi-Wan Kenobi - Anakin Skywalker - Ahsoka Tano - Yoda - Conte Dooku - Mace Windu - Asajj Ventress - Grievous | - Plo Koon - Kit Fisto - Shaak Ti - Aayla Secura - Clone troopers - Droideka - Durge - Ki-Adi-Mundi |